# Монфор (Альпы Верхнего Прованса)
Монфо́р (фр. Montfort, окс. Montfòrt) — коммуна во Франции, находится в регионе Прованс — Альпы — Лазурный Берег. Департамент коммуны — Альпы Верхнего Прованса. Входит в состав кантона Волон. Округ коммуны — Форкалькье.
Код INSEE коммуны — 04127.

## Население
Население коммуны на 2008 год составляло 388 человек.
| 1962 | 1968 | 1975 | 1982 | 1990 | 1999 | 2008 |
| ---- | ---- | ---- | ---- | ---- | ---- | ---- |
| 182  | 142  | 240  | 259  | 382  | 385  | 388  |

## Климат
Климат средиземноморский. Лето жаркое и сухое, зимой прохладно, бывают частые заморозки. Иногда дуют мистрали.
| Показатель                      | Янв. | Фев. | Март | Апр. | Май  | Июнь | Июль | Авг. | Сен. | Окт. | Нояб. | Дек. | Год  |
| ------------------------------- | ---- | ---- | ---- | ---- | ---- | ---- | ---- | ---- | ---- | ---- | ----- | ---- | ---- |
| Средний суточный максимум, °C   | 8,6  | 10,8 | 14,4 | 16,9 | 21,4 | 25,7 | 29,2 | 28,9 | 24,0 | 18,5 | 12,6  | 9,3  | 18,4 |
| Средняя температура, °C         | 4,3  | 5,6  | 8,7  | 11,2 | 15,3 | 19,2 | 22,4 | 22,1 | 18,0 | 13,4 | 8,2   | 5,2  | 12,8 |
| Средний суточный минимум, °C    | −0,0 | 0,5  | 3,0  | 5,4  | 9,1  | 12,7 | 15,4 | 15,3 | 12,0 | 8,2  | 3,7   | 1,1  | 7,2  |
| Норма осадков, мм               | 26,9 | 24,3 | 23,8 | 44   | 40   | 27,9 | 20,9 | 32,7 | 45,9 | 53,5 | 52,4  | 30,7 | 423  |
| Источник: Relevé météo des Mées |      |      |      |      |      |      |      |      |      |      |       |      |      |

## Экономика
В 2007 году среди 237 человек в трудоспособном возрасте (15—64 лет) 159 были экономически активными, 78 — неактивными (показатель активности — 67,1 %, в 1999 году было 68,1 %). Из 159 активных работали 146 человек (73 мужчины и 73 женщины), безработных было 13 (7 мужчин и 6 женщин). Среди 78 неактивных 25 человек были учениками или студентами, 25 — пенсионерами, 28 были неактивными по другим причинам.

## Достопримечательности
- Руины замка (1574 год)
- Несколько древних мостов
- Церковь Св. Марии Магдалины (конец XVII века)
- Церковь Сен-Дона, исторический памятник

## Фотогалерея
- Монфор
- Церковь Сен-Дона
- Внутри церкви Сен-Дона